# Guy Bono

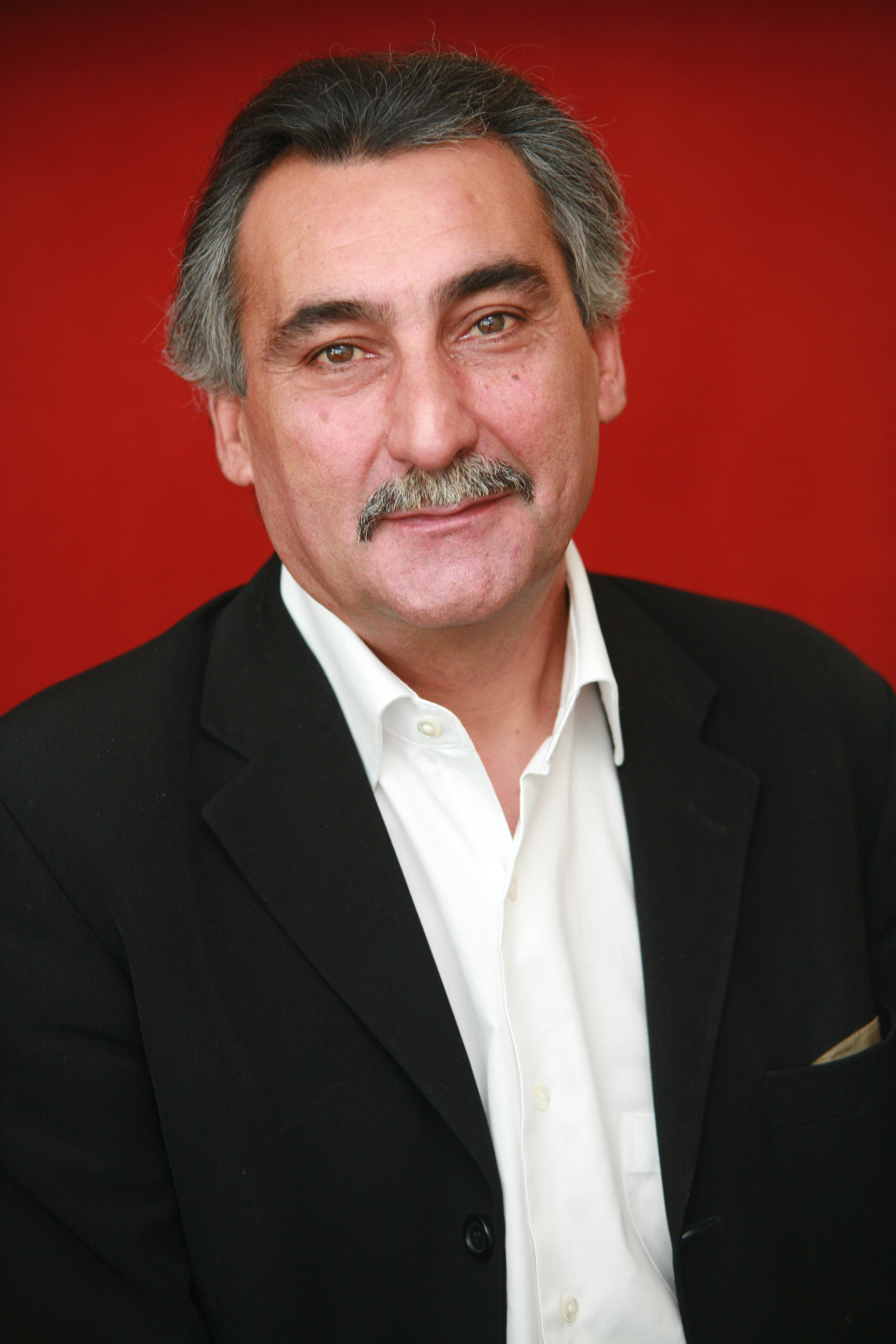
Guy Bono (2006)

Guy Bono (ur. 30 kwietnia 1953 w Badżi) – francuski polityk tunezyjskiego pochodzenia, poseł do Parlamentu Europejskiego (2004–2009).

## Życiorys
Absolwent chemii, kształcił się we Conservatoire national des arts et métiers. Od 1983 pracował w administracji terytorialnej, był m.in. kierownikiem ds. kultury w departamencie Delta Rodanu. Zaangażował się w działalność Partii Socjalistycznej, był członkiem jej rady krajowej, prezydium i sekretariatu krajowego. Od 2004 do 2010 pełnił funkcję wiceprzewodniczącego rady regionu Prowansja-Alpy-Lazurowe Wybrzeże.
W latach 2004–2009 sprawował mandat posła do Parlamentu Europejskiego. Zasiadał w grupie Partii Europejskich Socjalistów, pracował w Komisji Kultury i Edukacji.
W 2008 kandydował bez powodzenia na urząd mera Saint-Martin-de-Crau (konkurując z dotychczasowym socjalistycznym burmistrzem). Został wybrany w skład rady tej miejscowości.